# Marathyssa angustipennis
Marathyssa angustipennis är en fjärilsart som beskrevs av William Schaus 1906. Marathyssa angustipennis ingår i släktet Marathyssa och familjen nattflyn. Inga underarter finns listade i Catalogue of Life.